# 鷲羽山トンネル
鷲羽山トンネル（わしゅうざんトンネル）は、岡山県倉敷市にある鷲羽山を貫くトンネルである。

## 路線
瀬戸大橋に接続し、上部2本は道路用で瀬戸中央自動車道、下部2本は鉄道用で四国旅客鉄道（JR四国）本四備讃線（瀬戸大橋線）が使用する。左右2本のトンネルが上下2段になっている世界初の四つ目状のトンネルとして、1988年4月10日に開通した。
上部2本のトンネルは片側2車線、下部2本については四国新幹線建設計画があることから在来線用と新幹線用それぞれの複線トンネルとなっているが、新幹線建設の見通しが立たない現状はそれぞれのトンネルを在来線の上下線にわけて使用している（後述）。
計画段階では、該当区間は山を切り開くオープンカット工法での施工が予定されていたが、景観上の配慮からトンネル方式に切り替えられた。
鉄道部（下層）は、神道山トンネルと一体となっている。このトンネル内では、本四備讃線の上り線が本来は新幹線用トンネルの下り線となるべき部分を、下り線が本来在来線用トンネルの上り線となる部分を使用する。神道山トンネルとの接続部分で下り線が新幹線側に移動し、神道山トンネルは新幹線用を複線で通過する形になる。さらに、トンネル内の児島よりのバラスト軌道部分で在来線側へスライドし、児島駅方向へ抜ける構造となっている。スライド部分がバラスト敷なのは、すべてをスラブ軌道にすると新幹線敷設工事時に軌道の移設が困難になるからである。

### 概要
- 道路部分：205m
- 鉄道部分：230m

## 隣接する橋梁・トンネル
神道山トンネル（鉄道部のみ） - 鷲羽山トンネル - 下津井瀬戸大橋

## 周辺情報
- 瀬戸内海国立公園
- 鷲羽山ハイランド
- 岡山県道393号鷲羽山公園線（鷲羽山スカイライン）